# Swift Xi
Swift Xi (em Japonês: スウィフト・エックスアイ株式会社) é uma Empreendimento conjunto americana-japonesa entre Swift Engineering Inc. e Kobe Institute of Computing, localizada na cidade de Kobe,Hyogo. Ele fornece dados, logística e operações de tecnologias autônomas e robóticas no Japão e em todo o mundo.

## História
Em 13 de abril de 2018, Swift Engineering uma empresa de inovação sediada em San Clemente, Califórnia se estabeleceu (60% de propriedade) com uma escola de graduação de pessoal profissional de TI 'pronto para trabalhar' Kobe Institute of Computing baseado em Kobe.

## Pessoas chave

### Hiro Matsushita
O Presidente e CEO da empresa é Hiro Matsushita, um ex-piloto da série Champ Car e neto de Konosuke Matsushita, o fundador da Panasonic. 

### Nick Barua
Depois de obter um diploma de bacharel em física pela Universidade Yale, Nick frequentou a Instituto de Tecnologia da Califórnia e recebeu um mestrado em astrofísica antes de ingressar no Centro Espacial Lyndon B. Johnson(JSC) como físico. Atualmente vive no Japão e ocupa alguns cargos executivos nas indústrias Aeroespacial, Telemedicina e Educacional. Ele é o fundador e CEO da AN Inc.